# Between the Lines (platenlabel)
Between the Lines is een Duits platenlabel voor jazz en nieuwe geïmproviseerde muziek. Het werd in 1999 opgericht op initiatief van Paul Steinhardt van Deutsche Structured Finance en de Oostenrijkse jazz-muzikant Franz Koglmann. DSF zorgde voor de financiering en Koglmann werd de artistiek leider. Het was de bedoeling Third Stream-muziek uit te brengen uit het grensgebied van de jazz, wereldmuziek en 'nieuwe muziek'. In 2004 maakte Koglmann plaats voor Volker Dueck. Artiesten die op het label uitkwamen zijn onder meer Enrico Rava, Tony Coe, Andrew Cyrille, Wadada Leo Smith, Paul Bley, Ravi Coltrane, Kermit Driscoll, Gerry Hemingway, Tristan Honsinger, Louis Sclavis, James Emery, John Lindberg, Moritz Eggert, Mark Timmermans, Cor Fuhler en Wolter Wierbos.